# Метелев, Леонид Петрович
Леони́д Петро́вич Ме́телев (1899 — ?) — прокурор Дальстроя и Севвостлага. Входил в состав особой тройки НКВД СССР, внесудебного и, следовательно, не правосудного органа уголовного преследования.

## Биография
Леонид Петрович Метелев в 1936—1938 годах являлся прокурором Дальстроя и Севвостлага. Этот период деятельности отмечен вхождением в состав особой тройки «Дальстроя», созданной по приказу НКВД СССР от 30.07.1937 № 00447 и активным участием в сталинских репрессиях. Специфика его работы в тройке, из-за большой перегруженности рассматриваемыми делами, одним из коллег Леонида Петровича описана следующими словами:

Через несколько дней приехал капитан Кононович с прокурором Метелевым в 2 часа ночи и к 6 часам утра рассмотрели больше 200 дел… 133—135 приговорили к высшей мере наказания. Прокурор арестованных не смотрел и ни с кем из них не разговаривал.
— 
Был под следствием ранее 1940; по всей видимости, хотя и был уволен из органов прокуратуры, но не был осужден и, возможно, даже не был исключен из ВКП(б). В 10.1941 призван (по месту жительства в Переделкино) рядовым через Кунцевский РВК г. Москвы. 
Иная информация о Леониде Петровиче Метелеве отсутствует.